# Mallik Wilks
Mallik Wilks, född 15 december 1998 i Leeds, är en engelsk fotbollsspelare (anfallare) som spelar för Sheffield Wednesday. Han har tidigare tillhört Leeds United.

## Klubblagskarriär

### Leeds United
Wilks fostrades som spelare i Leeds Uniteds ungdomsakademi och skrev den 30 december 2016 sitt första proffskontrakt med klubben. Han debuterade för Leeds den 29 januari 2017, då han blev inbytt i en FA-cupmatch mot Sutton United.

#### Accrington Stanley (lån)
Under första hälften av säsongen 2017/2018 var han utlånad till Accrington Stanley. Han gjorde fem mål på 23 matcher i alla tävlingar, och belönades vid säsongsslutet med en ligamästarmedalj då klubben vann League Two.

#### Grimsby Town (lån)
Under våren 2018 var han utlånad till Grimsby Town, men besvärades av en skadad hälsena och spelade bara sex seriematcher.

#### Doncaster Rovers (lån)
Den 11 juli 2018 gick Wilks på ett sex månaders lån till League One-klubben Doncaster Rovers. Han debuterade den 4 augusti 2018 i en bortamatch mot Southend United, som Doncaster vann med 2-3. Wilks fick spela i bägge kantanfallarpositionerna i en 4-3-3-uppställning. Han gjorde mål i sina tre första matcher, och blev dessutom framröstad till matchens bästa spelare i samtliga tre matcher. På nyårsdagen 2019 förlängdes Wilks kontrakt med Leeds till 2022, och hans lån med Doncaster till slutet av den aktuella säsongen. Wilks gjorde sammanlagt 16 mål i alla tävlingar för Doncaster och blev för sina insatser utsedd till klubbens bäste spelare under säsongen 2018/2019.

### Barnsley
Den 5 juli 2019 värvades Wilks av Barnsley för omkring en miljon pund, och skrev på ett fyraårigt kontrakt med Championship-klubben.

### Hull City
Den 17 januari 2020 lånades Wilks ut till Hull City på ett låneavtal över resten av säsongen 2019/2020. Den 2 juli 2020 blev det en permanent övergång till Hull City för Wilks som skrev på ett tvåårskontrakt med klubben.

### Sheffield Wednesday
Den 22 augusti 2022 värvades Wilks av Sheffield Wednesday.

## Privatliv
Den 26 januari 2017, endast tre dagar innan Mallik Wilks debut för Leeds United, sköts hans bror Raheem till döds i Leeds. I november samma år dömdes tre män till 99 års fängelse för mordet.